# Кородыня
Короды́ня — урочище, бывшая деревня на территории Любанского городского поселения Тосненского района Ленинградской области.

## История
В XV веке на мысе при впадении реки Кородыньки в Тигоду находилось небольшое деревянное укрепление Городыня или Городок. Позже на этом месте возникла деревня, которая получила название Кородыня.
Впервые деревня упоминается в Писцовой книге Водской пятины 1500 года в Водской пятине Новгородского уезда, погост Ильинский Тигодский «великого князя и села и деревни за детми за боярскими и за служилыми людми в поместья. Д. Кородыня : дв. Созонко Матфеев, дети его Савко да Смешко, сеют ржы 4 коробьи, а сена косят 30 копен, обжа, а старого дохода 3 денги, овчина, сыр, пяток лну, а из хлеба половье».
Деревня Кородыня в Ильинском Тигодском погосте упоминается также в переписи 1710 года.
Деревня Кородыня в устье одноимённой реки обозначена на специальной карте западной части России Ф. Ф. Шуберта 1844 года.

КОРОДЫНЯ — деревня с усадьбой Миловского сельского общества, прихода села Доброго, при реках Кородынке и Тигоде.

Дворов крестьянских — 16. Строений — 70, в том числе жилых — 23. В усадьбе: строений — 8, в том числе жилых — 2.

Число жителей по семейным спискам 1879 г.: 31 м. п., 39 ж. п.; по приходским сведениям 1879 г.: 36 м. п., 46 ж. п. (1884 год)

В конце XIX — начале XX века деревня административно относилась к Пельгорской волости 1-го стана 1-го земского участка Новгородского уезда Новгородской губернии.

КОРОДЫНЯ — деревня Кородынского сельского общества, дворов — 20, жилых домов — 20, число жителей: 50 м. п., 50 ж. п. 

Занятия жителей — земледелие, отхожие промыслы. Река Тигода. Часовня, хлебозапасный магазин, мелочная лавка. 

КОРОДЫНЯ — мыза Е. Е. фон Эммо, жилых домов — 2, число жителей: 11 м. п., 4 ж. п. 

Занятия жителей — земледелие. Речка Кородынка. (1907 год)

Согласно военно-топографической карте Петроградской и Новгородской губерний издания 1917 года деревня Кородыня состояла из 20 крестьянских дворов, к востоку от деревни находился Господский двор, к юго-востоку — Господский двор Бутковской.
С 1917 по 1927 год деревня называлась Кородыня-Малиновка и входила в состав Любанской волости Новгородского уезда Новгородской губернии.
С 1927 года в составе Кородыня-Малиновского латышского национального сельсовета Любанского района. В состав национального сельсовета входила колония Кородыня и деревня Малиновка.
С 1928 года деревня Кородыня-Малиновка находилась в составе Добросельского сельсовета.
С 1930 года в составе Тосненского района.
По данным 1933 года деревня называлась Кородыня и также входила в состав Добросельского сельсовета Тосненского района.

План деревни Кородыня. 1937 год

Согласно топографической карте 1937 года деревня насчитывала 23 крестьянских двора и две школы.
На 1 января 1939 года в деревне Кородыня числилось 25 дворов и своя школа.
В 1940 году население деревни составляло 100 человек.
Сожжена в результате налёта немецкой авиации в конце августа 1941 года. В ходе Великой Отечественной войны в сентябре 1941 года Кородыня была оккупирована немцами. На немецких картах апреля 1943 года деревня обозначена как уничтоженная.
С 1 сентября 1941 года по 31 декабря 1943 года деревня находилась в оккупации. Исключена из областных административных данных по причине: «После войны не восстановлена», на основании 
постановления Секретариата Президиума Верховного Совета РСФСР от 30 октября 1950 года.

## География
Урочище расположено в восточной части района на автодороге 41К-844 (Смердыня — Чудской Бор), к северо-востоку от центра поселения — города Любань.
Находится на левом берегу реки Тигода в месте впадения в неё реки Кородынька.